# Petit Ours
 (novembre 2016).
Si vous disposez d'ouvrages ou d'articles de référence ou si vous connaissez des sites web de qualité traitant du thème abordé ici, merci de compléter l'article en donnant les références utiles à sa vérifiabilité et en les liant à la section « Notes et références ».
 (novembre 2020).
Ne doit pas être confondu avec Petit Ours Brun ou Petit Ours Brun (série télévisée).
Petit Ours (Little Bear) est une série d'animation canadienne pour enfants en 65 épisodes de 24 minutes (195 segments) créée par Maurice Sendak et Jeff Goode, basée sur une collection de livres du même nom d'Else Holmelund Minarik, et diffusée du 6 novembre 1995 au 1er juin 2001 sur le réseau CBC.
Au Québec, la série a été diffusée à partir du 7 septembre 1996 à la Télévision de Radio-Canada et en France sur France 3 dans Le Réveil des Babalous puis rediffusé sur La Cinquième en septembre 1997. La série sera rediffusée dans Les Minikeums en 2000, en 2005 dans France Truc et sur Tiji, ainsi que sur France 5 dans Zouzous à partir du 2 janvier 2012 et sur KidsCo.

## Synopsis
Petit Ours est un ours qui, avec ses amis, découvre de nouvelles choses, de nouveaux amis etc. Il aime beaucoup inventer des jeux et jouer avec ses parents.
Il passe beaucoup de temps avec Émily, une humaine.

## Personnages
- Petit Ours : héros du dessin animé.
- Papa Ours : marin et pêcheur, il aime beaucoup pêcher avec son fils et jouer des tours en sa compagnie à leurs amis.
- Maman Ours : excellente cuisinière qui ferait tout pour son fils et les amis de ce dernier.
- Émily l'humaine : amie de Petit Ours ; toujours avec sa poupée Lucie et sa petite chienne Tutu. Elle aussi aime jouer avec lui et déguster ce que Maman Ours fait de bon.
- Cancane la cane : une des meilleures amies de Petit Ours, toujours prête à jouer avec lui et à savourer ce que Maman Ours fait de bon.
- Picotti la poule : vive et organisée, elle sait toujours garder sa maison en ordre. Malheureusement, elle chante très faux.
- Ti-bou le hibou : un savant. On peut toujours compter sur lui quand il y a des problèmes à résoudre.
- Chaminou le chat : un des meilleurs amis de Petit Ours. Encore un qui aime ce que Maman Ours fait de bon, surtout la soupe de poisson.
- Mitzi la guenon : petite guenon qui passe sa vie à jouer des tours à tout le monde. S'ils sont de mauvais goûts on se met en colère.
- Grand-père Ours : père de Maman Ours. Il adore jouer avec son petit-fils, piquer un petit roupillon après le repas et savourer ce que sa femme lui prépare.
- Grand-mère Ours : mère de Maman Ours, aussi bonne cuisinière que sa fille. Elle ferait tout pour son petit-fils et les amis de celui-ci.
- Lucie : la poupée d'Émily
- Grand-mère d'Émily
- Monsieur le Putois
- Madame le Putois

## Distribution

### Voix anglophones
- Kristin Fairlie - Petit Ours
- Janet-Laine Green
- Dan Hennessey
- Elizabeth Hanna
- Andrew Sabiston - Chaminou
- Sean McCann
- Jennifer Martini - Emily
- Kay Hawtrey
- Tracy Ryan
- Amos Crawley - Tibou
- Diane D'Aquila
- Ashley Taylor
- Tara Charendoff
- Jonathan Wilson
- Amelia Robinson
- Annick Obonsawin
- Nadine Rabinovitch
- Roscoe Hanford
- Ron Rubin
- Megan Barker
- Ray Landry
- Kyle Fairlie
- Ashley Brown
- Denis Akiyama (en)
- Dan Lett
- Donald Burda
- Andrew Craig
- Richard Binsley
- Marsha Moreau

### Voix françaises
- Julien Bouanich : Petit Ours
- Marie-Martine : Emilie, Maman Ours
- Mathieu Rivolier : Papa Ours
- Claude Chantal : Grand-mère Ours
- Jane Val : La grand-mère d'Émilie
- Michel Barbey
- Olivier Korol : Pas d'pattes
- Patricia Legrand : Cancanne
- Daniel Brémont : Grand-père Ours
- Patrice Dozier : Chaminou, Ti-bou, Picoti
- Michel Prud'homme
- Denis Boileau
- Michèle Bardollet

## Musique
La chanson est de Arnold Black et la musique de cette série a été composée par Lesley Barber. La musique du générique n'est pas la même aux États-Unis qu'au Canada et en Europe. Celle employée au Canada est inspirée du 3e mouvement de la Sonatine pour piano et violon en ré majeur Op.137 de Franz Schubert.

## Diffusion
- CBC
- Télévision de Radio-Canada, Mini TFO

### Sources
- (pt) Cet article est partiellement ou en totalité issu de l’article de Wikipédia en portugais intitulé « Little Bear » (voir la liste des auteurs).

1. ↑  « Horaire du samedi 7 septembre 1996 », Le Soleil Télé, vol. 100, no 248,‎ 7 septembre 1996, p. 7 (lire en ligne)